# Töölönlahdenkatu
Töölönlahdenkatu, est une rue du quartier de Kluuvi au centre-ville d'Helsinki en Finlande. 

## Présentation
Töölönlahdenkatu est une rue du centre-ville d'Helsinki, qui part de Mannerheimintie et se termine sur la place Elielinaukio de la gare centrale d'Helsinki.
La rue passe au bord de Kansalaistori et du parc Makasiinipuisto.

## Bâtiments
Les bâtiments construits le long de Töölönlahdenkatu sont, entre-autres, la bibliothèque centrale d'Helsinki Oodi, Sanomatalo et maison de la musique d'Helsinki.

## Galerie

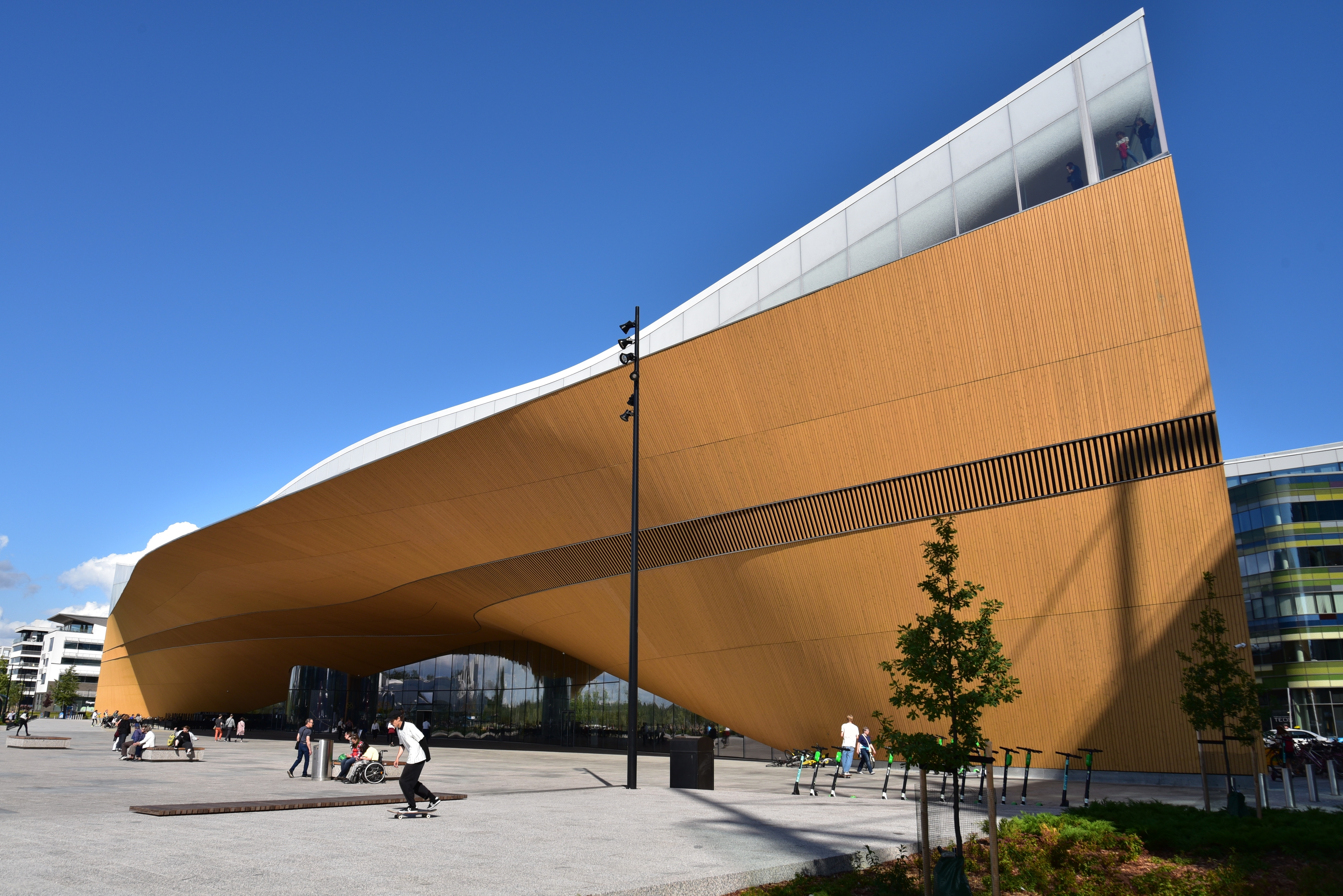
Oodi
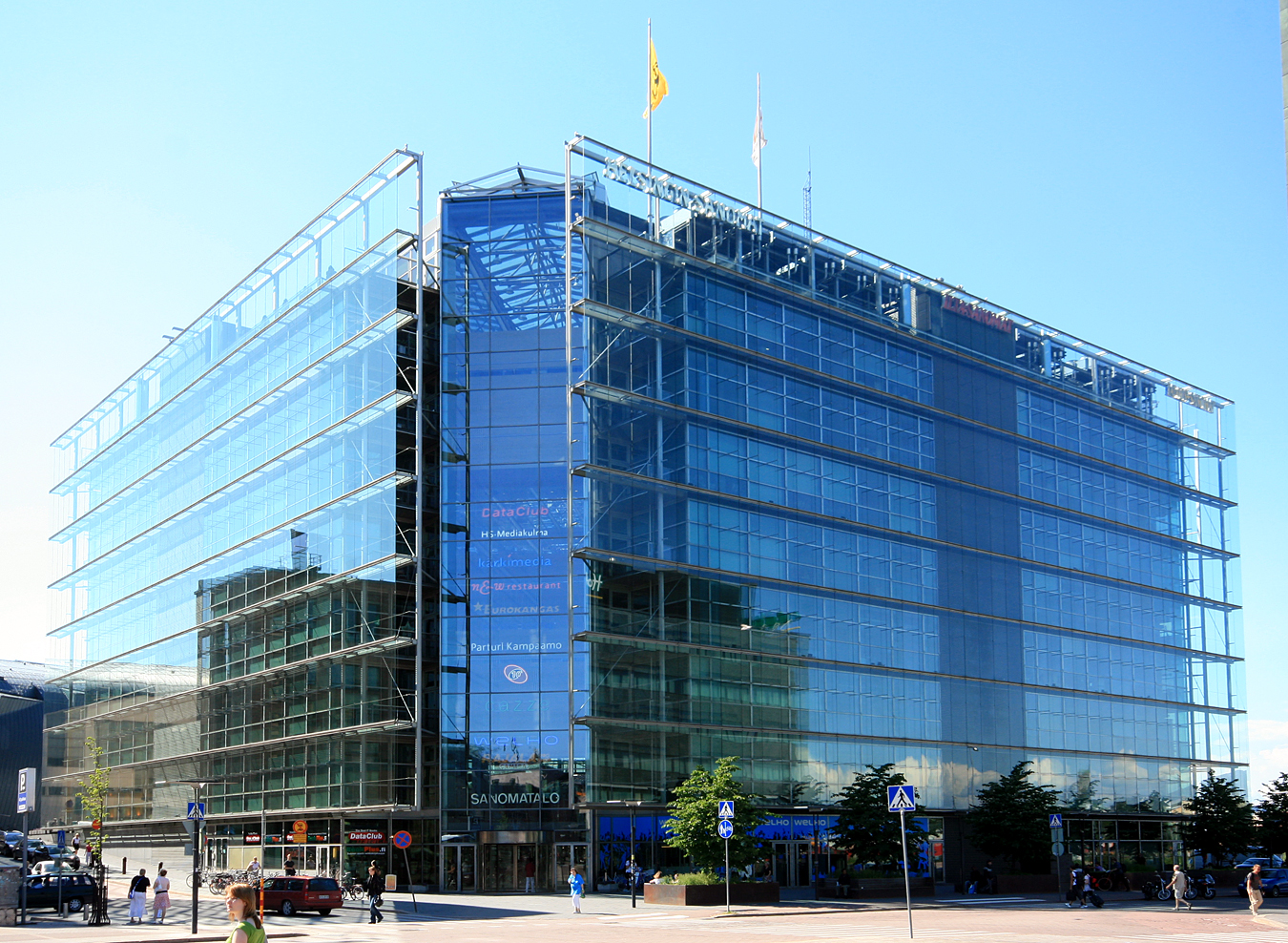
Sanomatalo
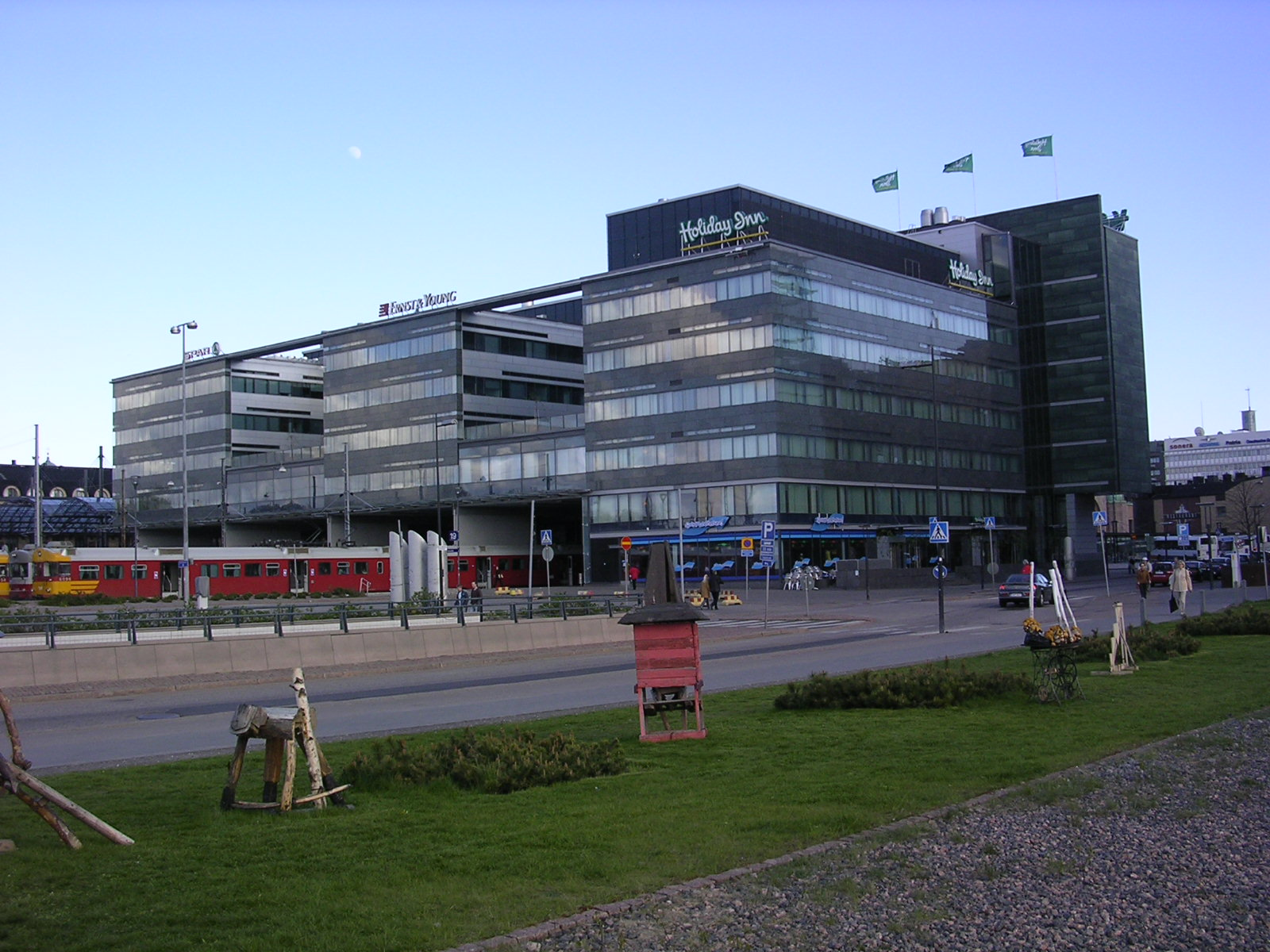
Holiday Inn.
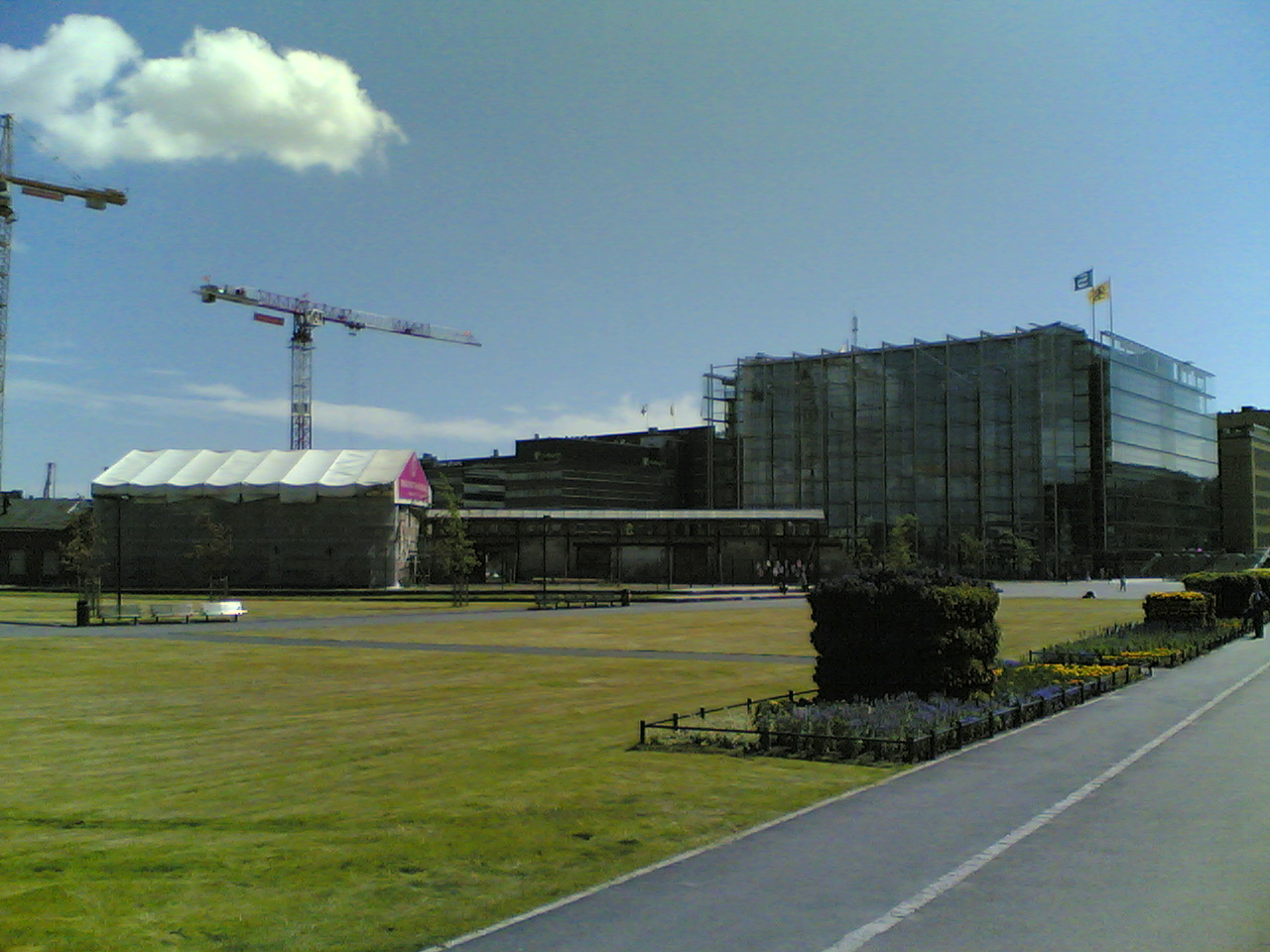
Töölönlahdenkatu.